# Сухенко, Виктор Васильевич
Виктор Васильевич Сухе́нко (1941—1998) — советский скульптор.

## Биография
Родился 21 апреля 1941 года в селе Рябцы (ныне Полтавская область, Украина). Окончил КГХИ (1966).
Умер 20 октября 1998 года. Похоронен в Киеве на Байковом кладбище.

## Творчество
- «Непокорённый» (1966)
- памятник С. А. Ковпакe (1971; Путивль)
- памятник Лысенко (1974)
- памятник в урочище Бабий Яр (1976; Киев)
- Т. Г. Шевченко в (1982; Актау)
- бюст В. В. Маяковского (1984)
- композиция «Победа» (1987)
- «На барщине» (1989)
- «Маруся Чурай» (1993)
- портреты
- Д. И. Яворницкого 1988)
- П. П. Вирского (1990)
- А. П. Довженко (1992).

## Награды и премии
- Заслуженный деятель искусств УССР (1989)
- Государственная премия УССР имени Т. Г. Шевченко (1984) — за памятник Т. Г. Шевченко в городе Шевченко Мангышлакской области КССР